# Cycas taiwaniana
Cycas taiwaniana — вид голонасінних рослин класу саговникоподібні (Cycadopsida).

## Опис
Стебла деревоподібні або без черешків, до 3,5 м заввишки, 15–30 см діаметром у вузькому місці; 12–30 листків у кроні. Листки темно-зелені, дуже блискучі, довжиною 150–300 см. Пилкові шишки від вузько-яйцеподібних до веретеноподібних, жовті, 30–45 см, 8–10 см діаметром. Мегаспорофіли 15–22 см завдовжки, коричнево-повстяні. Насіння від майже кулястого до яйцеподібного, 28–36 мм завдовжки, 20–30 мм завширшки; саркотеста жовта, товщиною 2 мм.

## Поширення, екологія
Країни поширення: Китай (провінції Гуандун, Гуансі, Хунань, Юньнань). Незважаючи на свою назву, не відомо, чи цей вид зустрічається в Тайвані. Був записаний з 400 до 1100 м над рівнем моря. Росте на крутих схилах на дрібних скелетних ґрунтах. Рослини знаходяться в сонячних, трав'янистих місцях або в рідких змішаних лісах, часто порушених місцях. Клімат від теплого до гарячого та вологого протягом усього року.

## Використання
Листя використовують, щоб зробити чай.

## Загрози та охорона
Цей вид був сильно виснажений шляхом збору з дикої природи. Руйнування середовища проживання протягом століть дуже вплинули на населення.